# Kyle Whittingham

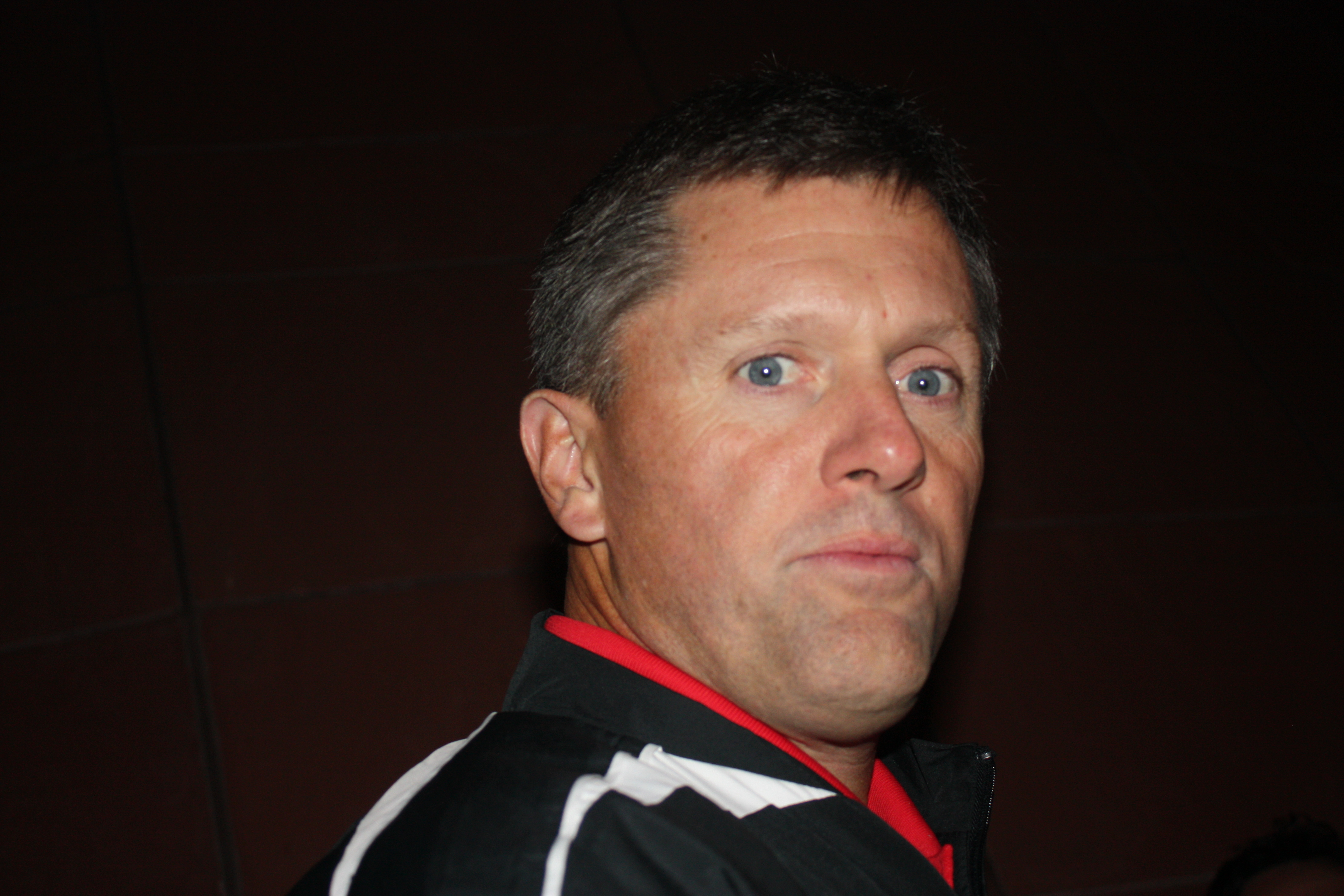
Kyle Whittingham, 2008

Kyle Whittingham (* 21. November 1959 in San Luis Obispo) ist ein ehemaliger American-Football-Spieler und seit 2005 Cheftrainer der Utah Utes, des College-Football-Team der University of Utah. Er gewann mit der Mannschaft 2005 den Fiesta Bowl und 2009 den Sugar Bowl, und wurde 2008 von der American Football Coaches Association und der National Sportscasters and Sportswriters Association als Trainer des Jahres ausgezeichnet.

## Leben

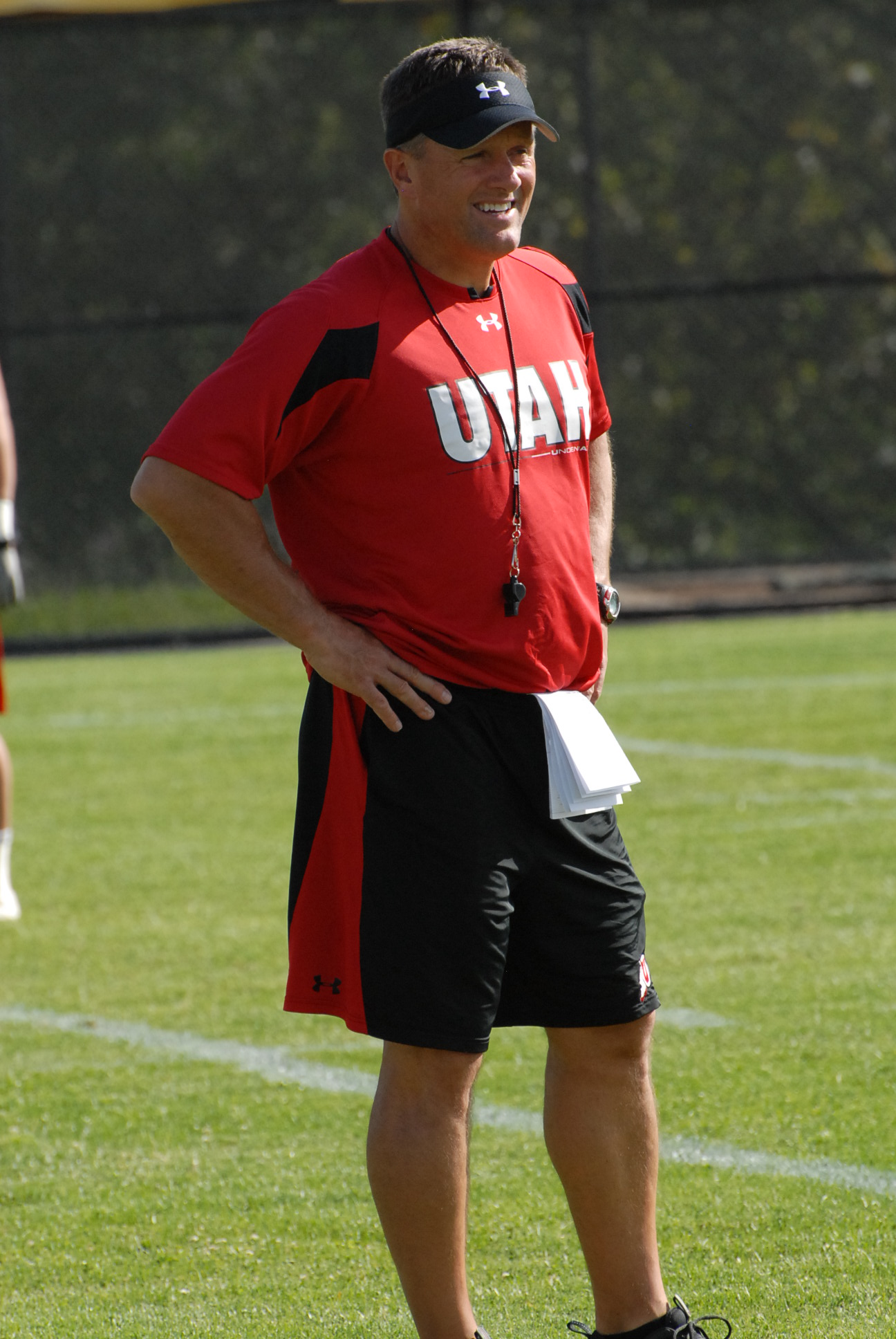
Kyle Whittingham, 2009

Kyle Whittingham wurde 1959 im kalifornischen San Luis Obispo im US-Bundesstaat Kalifornien geboren und wuchs in Provo im US-Bundesstaat Utah auf. Er spielte von 1978 bis 1981, im ersten Jahr als Runningback und anschließend als Linebacker, College Football für die BYU Cougars der Brigham Young University (BYU). Danach war er im Profi-Bereich 1983 für die Denver Gold und 1984 für die New Orleans Breakers in der United States Football League aktiv. Er beendete sein Studium an der BYU 1984 mit einem Bachelor-Abschluss in Pädagogischer Psychologie und erlangte dort außerdem drei Jahre später einen Master-Abschluss in Sportverwaltung.
Auch seine Trainerlaufbahn begann Kyle Whittingham 1985/1986 als Assistent unter Chefcoach LaVell Edwards an der BYU. 1987 gehörte er der Ersatzmannschaft der Los Angeles Rams in der National Football League (NFL) an, bevor er im gleichen Jahr Defensive Coordinator der Football-Mannschaft des College of Eastern Utah wurde. Von 1988 bis 1993 war er an der Idaho State University tätig. Während dieser Zeit fungierte er von 1988 bis 1991 als Assistenztrainer für die Linebacker und die Special Teams sowie anschließend als Defensive Coordinator.
Er wechselte anschließend an die University of Utah, an der er 1994 zunächst unter seinem Vater Fred Whittingham als Assistenztrainer für die Defensive Line der Utah Utes zuständig war. Ein Jahr später übernahm er von seinem Vater, der eine Anstellung als Assistenztrainer bei den Oakland Raiders in der NFL erhielt, die Stelle des Defensive Coordinators. Diese Position hatte er bis 2002 unter dem Cheftrainer Ron McBride und anschließend unter Urban Meyer inne.
Nach dem Wechsel von Urban Meyer zu den Florida Gators der University of Florida wurde Kyle Whittingham im Jahr 2005 zum Football-Cheftrainer der Utah Utes ernannt. Zeitgleich war ihm von seiner Alma Mater ebenfalls die Cheftrainerposition angeboten worden. Seine Entscheidung zugunsten der University of Utah fiel damit vor dem Hintergrund der langjährig bestehenden sportlichen Rivalität zwischen beiden Hochschulen und seiner eigenen Spielerkarriere bei den BYU Cougars.
Kyle Whittingham gehört der Kirche Jesu Christi der Heiligen der Letzten Tage an. Er ist verheiratet sowie Vater von zwei Söhnen und zwei Töchtern. Sein älterer Sohn Tyler spielte zwischen 2009 und 2011 Football für die Utah Utes.

## Sportliche Erfolge und Auszeichnungen
Kyle Whittingham gewann als aktiver Spieler mit den BYU Cougars zwischen 1978 und 1981 viermal die Conference-Meisterschaft der WAC sowie in den Jahren 1980 und 1981 in der Nachsaison jeweils den Holiday Bowl. Darüber hinaus wurde er 1981 in der Western Athletic Conference (WAC) in das All-Conference-Team gewählt und zum Defensive Player of the Year (Abwehrspieler des Jahres) ernannt. Im Jahr 2008 wurde er in die Holiday Bowl Hall of Fame aufgenommen.
Als Cheftrainer gewann er mit den Utah Utes im Januar 2005 den zur Bowl Championship Series (BCS) zählenden Fiesta Bowl, für den sich die Mannschaft nach einer ungeschlagenen Saison 2004 qualifiziert hatte. Da der Trainerwechsel von Urban Meyer zu Kyle Whittingham nach dem Ende der regulären Saison und vor dem Bowlspiel erfolgte, gelten beide für den Fiesta Bowl als Co-Cheftrainer. Nach einer ebenfalls ungeschlagenen Saison 2008 und dem Gewinn der Meisterschaft der Mountain West Conference siegte Kyle Whittingham mit der Mannschaft im Januar 2009 im Sugar Bowl, der ebenfalls zur BCS zählt, gegen das favorisierte Team der Alabama Crimson Tide von der University of Alabama. Die Utah Utes beendeten damit die Spielzeit 2008/2009 mit der besten Platzierung in ihrer Geschichte, einem zweiten Rang hinter den Florida Gators als Landesmeister.
Für diese Leistung wurde Kyle Whittingham 2008 von der American Football Coaches Association sowie von der National Sportscasters and Sportswriters Association durch die Verleihung des Paul „Bear“ Bryant Awards jeweils zum Trainer des Jahres ernannt.